# Valley City
Valley City é uma cidade localizada no estado norte-americano de Dakota do Norte, no Condado de Barnes.

## Demografia
Segundo o censo norte-americano de 2000, a sua população era de 6826 habitantes.
Em 2006, foi estimada uma população de 6388, um decréscimo de 438 (-6.4%).

## Geografia
De acordo com o United States Census Bureau tem uma área de
8,6 km², dos quais 8,6 km² cobertos por terra e 0,0 km² cobertos por água.

## Localidades na vizinhança
O diagrama seguinte representa as localidades num raio de 28 km ao redor de Valley City.